# Puellina setosa
Puellina setosa is een mosdiertjessoort uit de familie van de Cribrilinidae. De wetenschappelijke naam van de soort is, als Cribrilina setosa, voor het eerst geldig gepubliceerd in 1899 door Waters.